# Municipio de Richland (condado de Vinton)
El municipio de Richland (en inglés: Richland Township) es un municipio ubicado en el condado de Vinton en el estado estadounidense de Ohio. En el año 2010 tenía una población de 1748 habitantes y una densidad poblacional de 15,6 personas por km².

## Geografía
El municipio de Richland se encuentra ubicado en las coordenadas 39°14′15″N 82°35′20″O / 39.23750, -82.58889. Según la Oficina del Censo de los Estados Unidos, el municipio tiene una superficie total de 112.02 km², de la cual 111,88 km² corresponden a tierra firme y (0,12 %) 0,14 km² es agua.

## Demografía
Según el censo de 2010, había 1748 personas residiendo en el municipio de Richland. La densidad de población era de 15,6 hab./km². De los 1748 habitantes, el municipio de Richland estaba compuesto por el 97,54 % blancos, el 0,11 % eran afroamericanos, el 0,4 % eran amerindios, el 0,23 % eran asiáticos, el 0,06 % eran isleños del Pacífico y el 1,66 % eran de una mezcla de razas. Del total de la población el 0,57 % eran hispanos o latinos de cualquier raza.